# Xerolenta obvia
Xerolenta obvia е вид сухоземно коремоного от семейство Hygromiidae.

## Разпространение
Видът е разпространен главно в Европа (Унгария, България, Чехия, Италия, Полша, Словакия и Украйна), Канада (Бетани и Онтарио) и Съединените американски щати (Уейн).